# Юлія, або Нова Елоїза
«Юлія, або Нова Елоїза» — роман в листах, написаний Жаном-Жаком Руссо в 1757—1760 роки. Один із центральних творів літератури сентименталізму, що породив моду на «сільський смак» та швейцарські пейзажі.
Друга частина назви відсилає до середньовічної історії кохання Елоїзи та Абеляра, на яку схожа доля головних героїв роману Жюлі д'Етанж і Сан-Пре. Роман мав величезний успіх у сучасників. За перші 40 років «Нова Елоїза» тільки офіційно перевидавалася 70 разів — успіх, якого не мав жоден інший твір французької літератури XVIII століття.

## Сюжет

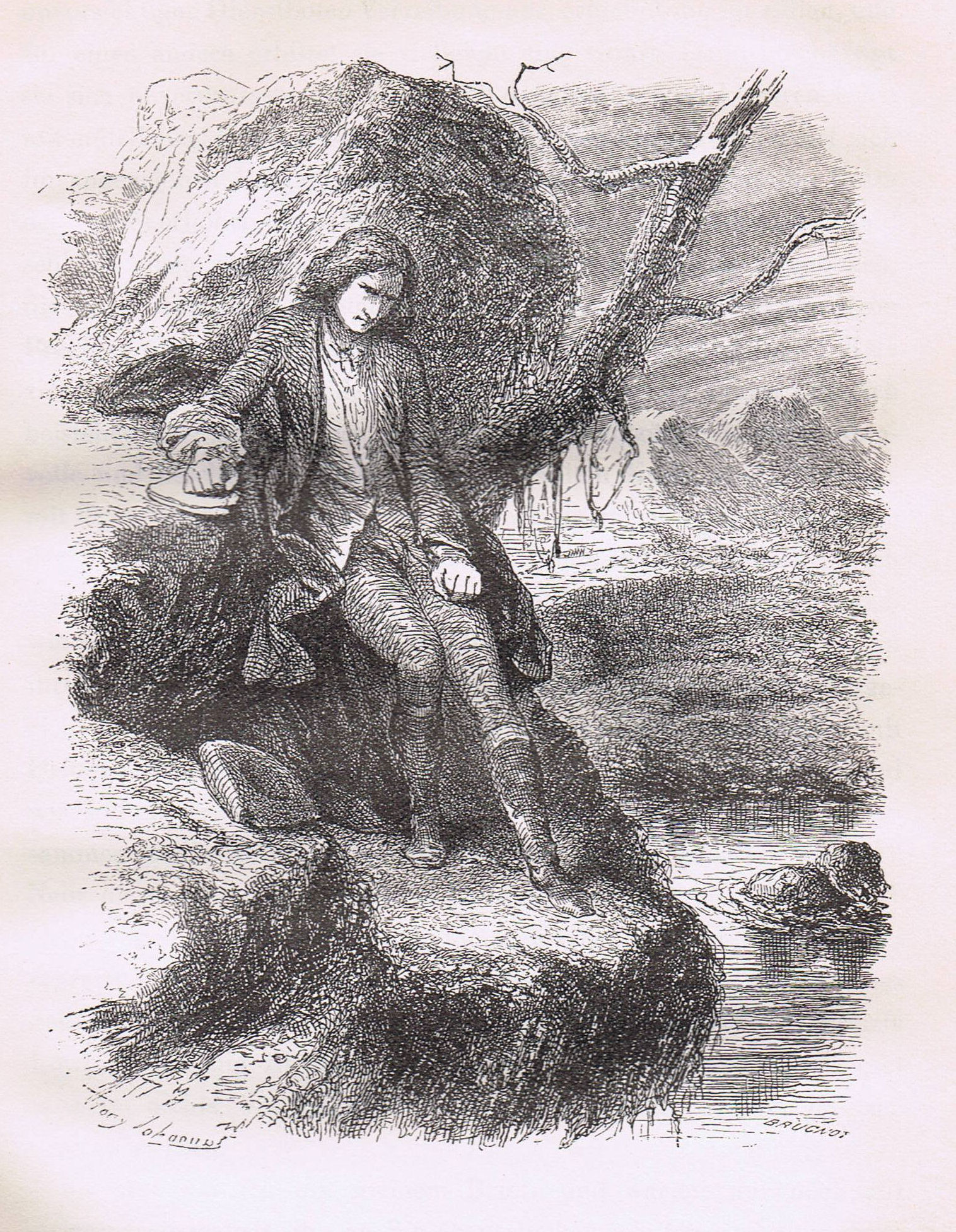
Сен-Пре з "Нової Елоїзи" Руссо розмірковує про своє кохання. Малюнок: Тоні Жоанно, гравюра: Брюньо.

Як колись Абеляр закохався в Елоїзу як вихователь, так і молодий наставник Сен-Пре закохується в Жюлі д'Етанж, дівчину зі знатної родини у Швейцарії. Він зізнається їй у коханні в листі, вона пише йому так, що він помічає: вона відповідає взаємністю. За допомогою двоюрідної сестри Жюлі відбувається кілька зустрічей. Жюлі сподівається завагітніти, щоб мати можливість вступити в шлюб, але має викидень під час падіння. Батько Жюлі обурений, коли йому доводиться припустити, що Сен-Пре, який не відповідає його соціальному статусу, хоче одружитися з його дочкою. Сен-Пре змушений розлучитися з Жюлі, яка живе у Веве, і їде в Париж. Закохані продовжують листування, яке виявляє мати. Коли її мати помирає невдовзі після цього, Жюлі настільки сповнена каяття, що погоджується стати дружиною пана фон Вольмара, якому завдячує життям її батько. Повернувшись із навколосвітнього плавання з адміралом Ансоном, Сен-Пре знаходить свою кохану дружиною і матір'ю. Хоча любов не згасла, тепер вона стала небезпекою для морального порядку. Коли один з дітей падає у воду з загрозою втонути, Жюлі стрибає за ним і рятує його, але помирає від високої температури від переохолодження. Її останній лист доходить до Сен-Пре, коли вона вже померла.